# جميلة صيدم
جميلة أحمد خميس صيدم (أم صبري؛ وُلدت في 25 أكتوبر 1947 في عاقر – تُوفيت في 30 يوليو 2011 في رام الله) سياسية وبرلمانية فلسطينية، كانت عضوًا في المجلس التشريعي الفلسطيني الأول بين عامي 1996 و2006، بعدما ترشحت في الانتخابات العامة الفلسطينية عام 1996 ممثلةً عن حركة فتح في دائرة محافظة دير البلح وحصلت على 8,511 صوتًا.

## حياتها
وُلدت جميلة صيدم في قرية عاقر في قضاء الرملة في 25 أكتوبر 1947. بعد حرب النكبة عام 1948 وتشريد الفلسطينيين على يد الميليشيات الصهيونية، فَرَت عائلتها إلى مدينة رفح في قطاع غزة.
تلقت تعليمها بمدرسة وكالة الأونروا الابتدائية ثم الثانوية في رفح. تنقلت لاحقًا بين لبنان وتونس.
في عام 1989 تم انتخابها لعضوية المجلس الثوري لحركة فتح، وبعد اتفاقيات أوسلو، سُمح لها بالعودة إلى قطاع غزة عام 1994، حيث شاركت في تأسيس الاتحاد النسائي العام في غزة. في عام 1995 عينت مديرةً عامة للتأمينات الاجتماعية بوزارة العمل الفلسطينية.
ترشحت في الانتخابات العامة الفلسطينية عام 1996 ممثلةً عن حركة فتح في دائرة محافظة دير البلح وحصلت على 8,511 صوتًا.

## أوسمة
- منحها الرئيس الفلسطيني محمود عباس في 29 يوليو 2021 في الذكرى العاشرة لوفاتها، وسام دولة فلسطين من درجة «نجمة الاستحقاق».[5]